# 1642
| [ Edytuj tabelę ]              | |
| Król Polski                    | - 1632 Władysław IV Waza 1648 |
| Współksiążęta Andory           | - 1634 Pau Duran 1651 - 1610 Ludwik XIII 1643                                                                                                  |
| Król Anglii i Szkocji          | - 1625 Karol I 1649 |
| Elektor Bawarii                | - 1623 Maksymilian I Bawarski 1651 |
| Elektor Brandenburgii          | - 1640 Fryderyk Wilhelm 1688 |
| Sułtan Brunei                  | - 1619 Abdul Jailul Akhbar 1649 - 1625 Muhammad Ali 1660                                                                                       |
| Cesarz Chin                    | - 1627 Chongzhen 1644 |
| Król Czech                     | - 1637 Ferdynand III Habsburg 1657 |
| Król Danii                     | - 1588 Chrystian IV 1648 |
| Dalajlama                      | - 1617 Lobsang Gjaco 1682 |
| Cesarz Etiopii                 | - 1632 Fasiledes 1667 |
| Król Francji                   | - 1610 Ludwik XIII 1643 |
| Król Hiszpanii                 | - 1621 Filip IV 1665 |
| Landgraf Hesji-Kassel          | - 1637 Wilhelm VI Sprawiedliwy 1663 |
| Stadhouder Holandii            | - 1625 Fryderyk Henryk Orański 1647 |
| Szach Iranu                    | - 1629 Safi I 1642 - 1642 Abbas II 1666 |
| Państwo Wielkich Mogołów       | - 1627 Szahdżahan 1658 |
| Król Irlandii                  | - 1625 Karol I Stuart 1649 |
| Cesarz Japonii                 | - 1629 Meishō 1643 |
| Kalif                          | - 1640 Ibrahim I 1648 |
| Patriarcha Konstantynopola     | - 1639 Parteniusz I 1644 |
| Władca Korei                   | - 1623 Injo 1649 |
| Książę Kurlandii i Semigalii   | - 1587 Fryderyk Kettler 1642 - 1642 Jakub Kettler 1682                                                                                         |
| Książę Liechtensteinu          | - 1627 Karol Euzebiusz 1684 |
| Książę Monako                  | - 1612 Honoriusz II 1662 |
| Król Nawarry                   | - 1610 Ludwik XIII 1643 |
| Król Norwegii                  | - 1588 Chrystian IV 1648 |
| Sułtan Omanu                   | - 1624 Nasir ibn Murszid 1649 |
| Elektor Palatynatu             | - 1623 Maksymilian I Bawarski 1648 |
| Papież                         | - 1623 Urban VIII 1644 |
| Książę Parmy i Piacenzy        | - 1622 Edward I 1646 |
| Król Portugalii                | - 1640 Jan IV 1656 |
| Książę w Prusach               | - 1640 Fryderyk Wilhelm Wielki Elektor 1688 |
| Car Rosji                      | - 1613 Michał I 1645 |
| Cesarz Rzymski (niemiecki)     | - 1637 Ferdynand III Habsburg 1657 |
| Kapitanowie Regenci San Marino | - 1641 Sforza Cionini Bartolomeo Ceccoli 1642 - 1642 Giacomo Belluzzi Giovanni Serafini 1642 - 1642 Claudio Belluzzi Paolo Antonio Onofri 1643 |
| Elektor Saksonii               | - 1611 Jan Jerzy I Wettyn 1656 |
| Król Szwecji                   | - 1632 Krystyna Waza 1654 |
| Król Tajlandii                 | - 1630 Prasat Thong 1655 |
| Sułtan Turków                  | - 1640 Ibrahim I 1648 |
| Doża Wenecji                   | - 1631 Francesco Erizzo 1646 |
| Król Węgier                    | - 1637 Ferdynand IV 1654 |
| Książęta Wirtembergii          | - 1628 Eberhard III 1674 |

Rok 1642 / MDCXLII
stulecia: XVI wiek ~
XVII wiek ~
XVIII wiek

lata: 1632 «
1637 «
1638 «
1639 «
1640 «
1641 «
1642
» 1643
» 1644
» 1645
» 1646
» 1647
» 1652

## Wydarzenia w Polsce
- 11 lutego-26 lutego – w Warszawie obradował sejm nadzwyczajny[1].
- 28 maja – objawienia Maryjne we Włoszczowie, narodził się kult Matki Boskiej Włoszczowskiej, patronki dzieci i rodzin.
- 8 czerwca – w Warszawie odbył się ślub przyszłego elektora Palatynatu Reńskiego Filipa Wilhelma z królewną polską Anną Katarzyną Konstancją.
- 17 czerwca – Oława została spalona przez szwedzkie wojska.
- Gidle: założono klasztor kartuzów.
- Łańcut: ukończono budowę Zamku Lubomirskich.
- Rozpoczęcie budowy klasztoru i kościoła pod wezwaniem św. Anny w Bieczu.
- Przybył na ziemie polskie zakon pijarów[2].

## Wydarzenia na świecie
- 4 stycznia – król Karol I Stuart wraz z 400 żołnierzami zaatakował budynek angielskiego parlamentu w nieudanej próbie aresztowania pięciu przywódców opozycji.
- 13 lutego – angielski Długi Parlament przyjął ustawę pozbawiającą duchownych prawa zasiadania w parlamencie i Tajnej Radzie oraz pełnienia innych świeckich godności.
- 1 marca – w Padwie niemiecki anatom Johann Georg Wirsung podczas sekcji straconego mordercy odkrył, a następnie opisał przewód trzustkowy.
- 6 marca – papież Urban VIII potępił tezy flamandzkiego biskupa Corneliusa Jansena, uznając je za herezję.
- 6 maja – portugalski jezuita i misjonarz Franciszek Ksawery po 13-miesięcznej podróży dotarł do Goa w Indiach.
- 15 maja – Abbas II został koronowany na szacha Persji.
- 17 maja – Francuzi założyli fort Ville-Marie (obecnie Montreal).
- 26 maja – wojna trzydziestoletnia: zwycięstwo wojsk hiszpańskich nad francuskimi w bitwie pod Honnecourt.
- 22 sierpnia – w Nottingham król Karol I Stuart wypowiedział wojnę Parlamentowi - rozpoczął się wieloletni okres krwawych walk wewnętrznych na Wyspach Brytyjskich.
- 23 września – angielska wojna domowa: bitwa pod Powick Bridge.
- 23 października – angielska wojna domowa: armia Rojalistów pokonała siły Parlamentu w bitwie pod Edgehill.
- 2 listopada – wojna trzydziestoletnia: zwycięstwo Szwedów nad wojskami cesarsko-saskimi w II bitwie pod Breitenfeld.
- 13 listopada – angielska wojna domowa: bitwa pod Turnham Green.
- 24 listopada – holenderski żeglarz Abel Tasman odkrył Tasmanię.
- 13 grudnia – Abel Tasman odkrył Nową Zelandię.

## Urodzili się
- 2 stycznia – Mehmed IV, sułtan turecki (zm. 1693)
- 8 stycznia - Maria Anna Izabela Wazówna, królewna polska (zm. 1642)
- 15 kwietnia – Sulejman II, sułtan turecki (zm. 1691)
- 1 września – Anioł Paoli, włoski karmelita, błogosławiony katolicki (zm. 1720)
- 2 grudnia – Mikołaj Roland, francuski duchowny katolicki, założyciel Sióstr od Dzieciątka Jezus, błogosławiony katolicki (zm. 1678)
- 8 grudnia – Johann Christoph Bach I, niemiecki kompozytor (zm. 1703)
- 17 grudnia – Franciszek de Hieronimo, włoski jezuita, święty katolicki (zm. 1716)

## Zmarli
- 8 stycznia – Galileusz, włoski astronom, fizyk i filozof (ur. 1564)
- 22 stycznia – Bartłomiej Alban Roe, angielski benedyktyn, męczennik, błogosławiony katolicki (ur. 1583)
- 3 marca – Sigismondo Coccapani, włoski malarz i architekt (ur. 1583)
- 23 marca – Piotr O’Higgins, irlandzki dominikanin, męczennik, błogosławiony katolicki (ur. 1602)
- 30 kwietnia – Dymitr Pożarski, kniaź z rodu Rurykowiczów (ur. 1577 lub 1578)
- 3 lipca – Maria Medycejska, królowa Francji, córka Franciszka I Medyceusza Wielkiego - księcia Toskanii, druga żona Henryka IV (ur. 1575)
- 18 sierpnia – Guido Reni, włoski malarz barokowy (ur. 1575)
- 23 września – Renat Goupil, francuski jezuita, misjonarz w Kanadzie, męczennik, święty katolicki (ur. 1608)
- 4 grudnia – Armand Jean Richelieu, francuski książę, kardynał (ur. 1585)

- data dzienna nieznana: 
  - Katarzyna Ostrogska, babka króla Polski Michała Korybuta Wiśniowieckiego (ur. 1602)

## Święta ruchome
- Tłusty czwartek: 27 lutego
- Ostatki: 4 marca
- Popielec: 5 marca
- Niedziela Palmowa: 13 kwietnia
- Wielki Czwartek: 17 kwietnia
- Wielki Piątek: 18 kwietnia
- Wielka Sobota: 19 kwietnia
- Wielkanoc: 20 kwietnia
- Poniedziałek Wielkanocny: 21 kwietnia
- Wniebowstąpienie Pańskie: 29 maja
- Zesłanie Ducha Świętego: 8 czerwca
- Boże Ciało: 19 czerwca